# Lijst van voetbalinterlands Indonesië - Noord-Korea
Deze lijst van voetbalinterlands is een overzicht van alle voetbalwedstrijden tussen de nationale teams van Indonesië en Noord-Korea. De landen speelden tot op heden negen keer tegen elkaar. De eerste ontmoeting, een vriendschappelijke wedstrijd, werd gespeeld in Pyongyang op 10 augustus 1965. De laatste confrontatie, eveneens een vriendschappelijke wedstrijd, was op 10 september 2012 in Jakarta.

## Wedstrijden
| № | Plaats    | Datum             | Competitie                 | Wedstrijd               | Uitslag |
| - | --------- | ----------------- | -------------------------- | ----------------------- | ------- |
| 1 | Pyongyang | 10 augustus 1965  | Vriendschappelijk          | Noord-Korea − Indonesië | 3 − 0   |
| 2 | Bangkok   | 16 januari 1979   | Azië Cup 1980 kwalificatie | Noord-Korea − Indonesië | 3 − 1   |
| 3 | Pesjawar  | 2 mei 1985        | Vriendschappelijk          | Noord-Korea − Indonesië | 7 − 0   |
| 4 | Singapore | 26 augustus 1986  | Vriendschappelijk          | Indonesië − Noord-Korea | 1 − 2   |
| 5 | Jakarta   | 21 mei 1989       | WK 1990 kwalificatie       | Indonesië − Noord-Korea | 0 − 0   |
| 6 | Pyongyang | 9 juli 1989       | WK 1990 kwalificatie       | Noord-Korea − Indonesië | 2 − 1   |
| 7 | Doha      | 13 april 1991     | WK 1994 kwalificatie       | Noord-Korea − Indonesië | 4 − 0   |
| 8 | Singapore | 28 april 1993     | WK 1994 kwalificatie       | Indonesië − Noord-Korea | 1 − 2   |
| 9 | Jakarta   | 10 september 2012 | Vriendschappelijk          | Indonesië − Noord-Korea | 0 − 2   |

## Samenvatting
| Competitie            | Totaal gespeeld | Winst Indonesië | Gelijk | Winst Noord-Korea | Doelsaldo Indonesië – Noord-Korea |
| --------------------- | --------------- | --------------- | ------ | ----------------- | --------------------------------- |
| WK-kwalificatie       | 4               | 0               | 1      | 3                 | 2 − 8                             |
| Azië Cup-kwalificatie | 1               | 0               | 0      | 1                 | 1 − 3                             |
| Vriendschappelijk     | 4               | 0               | 0      | 4                 | 1 − 12                            |
| Totaal                | 9               | 0               | 1      | 8                 | 4 − 25                            |

PSSI · 
Indonesisch vrouwenelftal
WK 1938
OS 1956
Afghanistan ·
Andorra ·
Argentinië ·
Australië ·
Bahrein ·
Bangladesh ·
Bhutan ·
Bosnië en Herzegovina ·
Brunei ·
Bulgarije ·
Burundi ·
Cambodja ·
Canada ·
China ·
Cuba ·
Curaçao ·
DDR ·
Denemarken ·
Dominicaanse Republiek ·
Egypte ·
Estland ·
Fiji ·
Filipijnen ·
Ghana ·
Guinee ·
Guyana ·
Hongarije ·
Hongkong ·
India ·
Irak ·
Iran ·
Jamaica ·
Japan ·
Jemen ·
Joegoslavië ·
Jordanië ·
Kameroen ·
Kenia ·
Kirgizië ·
Koeweit ·
Kroatië ·
Laos ·
Liberia ·
Libië ·
Liechtenstein ·
Litouwen ·
Malediven ·
Maleisië ·
Malta ·
Marokko ·
Mauritius ·
Moldavië ·
Myanmar ·
Nederland ·
Nepal ·
Nieuw-Zeeland ·
Nigeria ·
Noord-Korea ·
Oezbekistan ·
Oman ·
Oost-Timor ·
Pakistan ·
Palestina ·
Papoea-Nieuw-Guinea ·
Paraguay ·
Puerto Rico ·
Qatar ·
Saoedi-Arabië ·
Senegal ·
Singapore ·
Sri Lanka ·
Syrië ·
Taiwan ·
Tanzania ·
Thailand ·
Turkmenistan ·
Uruguay ·
Vanuatu ·
Verenigde Arabische Emiraten ·
Vietnam ·
Zimbabwe ·
Zuid-Jemen ·
Zuid-Korea ·
Zuid-Vietnam
DPR Korean Football Association · A-internationals · Selecties · Bondscoaches · Noord-Koreaans vrouwenelftal · Noord-Korea U21 · Noord-Korea U20 · Noord-Korea U19 · Noord-Korea U18 · Noord-Korea U17
1959 – 1969 · 
1970 – 1979 · 
1980 – 1989 · 
1990 – 1999 · 
2000 – 2009 · 
2010 – 2019
AC 1980 ·
AC 1992 ·
AC 2011 ·
AC 2015
WK 1966 ·
WK 2010
OS 1964 ·
OS 1976
1959 ·
1960 ·
1961–1964 · 
1965 ·
1966 ·
1967–1972 · 
1973 ·
1974 ·
1975 ·
1976 ·
1977 · 
1978 ·
1979 ·
1980 ·
1981 ·
1982 ·
1983–1984 · 
1985 ·
1986 ·
1987 · 
1988 ·
1989 ·
1990 ·
1991 ·
1992 ·
1993 ·
1994–1997 · 
1998 ·
1999 ·
2000 ·
2001 ·
2002 ·
2003 ·
2004 ·
2005 ·
2006 · 
2007 ·
2008 ·
2009 ·
2010 ·
2011 ·
2012 ·
2013 ·
2014 ·
2015 ·
2016 ·
2017
Afghanistan ·
Australië · 
Bahrein · 
Bangladesh · 
Bolivia · 
Brazilië · 
Bulgarije ·
Burkina Faso ·
Cambodja · 
Canada · 
Chili · 
China · 
Congo-Brazzaville · 
Egypte · 
Filipijnen · 
Finland · 
Griekenland · 
Guam · 
Guinee ·
Hongkong · 
India · 
Indonesië · 
Irak · 
Iran · 
Italië · 
Ivoorkust · 
Japan · 
Jemen · 
Jordanië · 
Kazachstan · 
Kirgizië · 
Koeweit · 
Letland · 
Libanon · 
Macau · 
Maleisië · 
Mali · 
Mexico · 
Mongolië · 
Myanmar · 
Nepal · 
Nigeria · 
Noorwegen · 
Oezbekistan · 
Oman · 
Pakistan ·
Palestina · 
Paraguay ·
Polen · 
Portugal · 
Qatar · 
Saoedi-Arabië · 
Singapore · 
Sovjet-Unie · 
Sri Lanka · 
Syrië · 
Tadzjikistan · 
Taiwan · 
Thailand · 
Turkmenistan · 
Venezuela · 
Verenigde Arabische Emiraten · 
Verenigde Staten · 
Vietnam · 
Zambia · 
Zuid-Afrika · 
Zuid-Korea · 
Zweden
Ivoorkust (2010) ·